# Sacrale neuromodulatie
Sacrale neuromodulatie (SNM), ook wel sacrale neurostimulatie (SNS) of sacrale zenuwstimulatie, is een behandelingsvorm voor functiestoornissen van de blaas of darmen. Hierbij worden de sacrale zenuwen in de onderrug, ter hoogte van het heiligbeen (os sacrum), gestimuleerd met zwakke elektrische impulsen. De sacrale zenuwen regelen de functies van de blaas, darmen, sluitspieren en de bekkenbodem. Door het moduleren van de sacrale zenuwen kunnen ongewilde of onjuiste signalen overstemd worden door “goede” signalen, waardoor de symptomen, behorend bij de functiestoornis, verlicht kunnen worden.

## Geschiedenis
Tanagho en Schmidt van de universiteit van Californië in San Francisco waren in 1979 de eerste die observeerden dat sacrale zenuwstimulatie blaasinstabiliteit kan inhiberen. Deze therapie werd in de jaren erna verder ontwikkeld. Dit leidde in 1997 uiteindelijk tot de goedkeuring van de eerste urologische indicatie voor sacrale neuromodulatie door de Food and Drug Administration (FDA) in de VS. Sindsdien is de therapie steeds verder ontwikkeld en is de therapie verbeterd op zowel technisch als chirurgisch gebied. Vandaag de dag is sacrale neuromodulatie een minimaal invasieve therapie, die makkelijk is uit te voeren.

## Indicaties

### Introductie
In 1994 heeft SNM een CE-markering gekregen voor chronische functiestoornissen van de bekkenbodem lagere urinewegen en het darmstelsel. In 1997 keurde de FDA sacrale neuromodulatie goed voor de behandeling van aandrangincontinentie in de VS. Twee jaar later in 1999 kwamen daar de indicaties urgency/frequency en niet-obstructieve urineretentie bij. SNM heeft bewezen een effectieve therapie te zijn voor de volgende indicaties: aandrangincontinentie, urgency-frequency, niet-obstructieve urineretentie, fecale incontinentie (ontlastingsverlies) en chronische idiopathische obstipatie. De therapie heeft bewezen een effectieve en veilige therapie te zijn als conservatieve behandelingen niet werken of moeilijk te verdragen zijn.3,6

### Overactieve blaas (OAB)
Bij meer dan 8 keer per dag (incl. ’s nachts) gaan plassen, wordt er gesproken van overactieve blaas (OAB). Als er géén urine verloren wordt (geen urineverlies is) spreken we van urgency-frequency (hevige aandrang-vaak plassen). Als hierbij de urine niet opgehouden kan worden, is er sprake van aandrangincontinentie.7
OAB kan verschillende oorzaken hebben. bijvoorbeeld een urineweginfectie of een vergrote prostaat.
Als de oorzaak niet bekend is, wordt er gesproken over een idiopathische OAB. Bij het aandranggevoel van een OAB hoeft de blaas niet per se vol te zijn, als men dan naar het toilet gaat zijn het vaak maar kleine plasjes. Als het aandranggevoel bij een OAB veroorzaakt wordt door het ongewild samentrekken van de blaasspier kan men urine verliezen, dit kan ook gebeuren zonder dat de blaas vol is.

### Urineretentie
Urineretentie kan acuut (plotseling optredend) of chronisch (aanhoudend of terugkerend) zijn. De urine wordt hierbij in de blaas achter gehouden. Bij acute retentie is plassen vaak extreem moeilijk. Het vol worden van de blaas met urine kan flinke pijn geven. Chronische retentie gaat doorgaans niet gepaard met pijn. Het lozen van kleine hoeveelheden urine is vaak wel mogelijk, maar de blaas kan niet volledig worden geleegd. Retentie kan het gevolg zijn van verstopping (bijvoorbeeld door een blaassteen), zenuwbeschadiging of – bij mannen – van een vergroting van de prostaat.

### Fecale incontinentie
Bij fecale incontinentie, ook wel anale incontinentie of ontlastingsincontinentie genoemd, is er sprake van een vorm van verlies van ontlasting, flatus of gas uit de darmen, dat niet voortkomt uit een eenmalige gebeurtenis of een infectie en die herhaaldelijk of continu gedurende langere tijd optreedt.

### Obstipatie
Verstopping, constipatie; moeilijke stoelgang door harde of vastzittende ontlasting. Obstipatie kan het gevolg zijn van een gezondheidsprobleem, zoals het prikkelbaredarmsyndroom maar kan ook voortkomen uit een verandering van de normale dagelijkse situatie bijvoorbeeld vakantie of stress. Bij iemand die last heeft van chronische obstipatie kan de ontlasting in de darm lang “onderweg” zijn. De ontlasting droogt uit, wordt hard en hoopt zich op, waardoor de doorgang in de darm wordt geblokkeerd. Obstipatie kan de oorzaak zijn van (overloop) incontinentie.

## Sacrale neuromodulatie: de Therapie

### Introductie
Bij sacrale neuromodulatie wordt er een elektrodedraad (geleidingsdraad) ingebracht in de onderrug ter hoogte van het heiligbeen (3de sacrale foramen), deze elektrodedraad wordt verbonden met een geïmplanteerde neurostimulator (zie figuur 3). De ingreep bestaat uit 2 fasen:
- Fase 1: Een screeningsfase, tijdens deze fase wordt er een proefstimulatie uitgevoerd. Hierbij wordt er gekeken naar hoe de patiënt reageert op de therapie en of er symptoomverbetering optreedt.
- Fase 2: Bij een positief resultaat wordt er over gegaan tot het inbrengen van de implanteerbare neurostimulator.[11][12]

### Screeningsfase
Tijdens de screeningsfase wordt er voor een bepaalde periode een proefstimulatie uitgevoerd waarbij een elektrodedraad verbonden wordt met een externe stimulator. Hierbij zijn er twee mogelijkheden:
1. Er kan een PNE (percutaneous nerve evaluation) uitgevoerd worden, waarbij een tijdelijke elektrodedraad wordt gebruikt (zie figuur 1).
2. Er kan gebruik worden gemaakt van een permanente elektrodedraad die zichzelf verankert in het subcutane weefsel (zie figuur 2).

Gedurende de periode van de proefstimulatie moet de patiënt een plas- en/of ontlastingsdagboek bijhouden. Aan het einde van deze periode wordt er geëvalueerd of er voldoende verbetering in de symptomen is opgetreden. Wanneer de resultaten positief zijn wordt er overgegaan tot het plannen van een vervolgimplantatie. Bij een negatief resultaat wordt de elektrodedraad verwijderd.12,13

### Implantatie
Als er in de screeningsfase gebruikgemaakt is van een PNE dan wordt er bij een positief resultaat een definitieve elektrodedraad samen met de neurostimulator ingebracht. Als er tijdens de screeningsfase gebruik is gemaakt van een definitieve elektrodedraad dan wordt alleen de neurostimulator geïmplanteerd. De neurostimulator wordt onderhuids aan de bovenkant van de bil geïmplanteerd. Een complete implantatie duurt tegenwoordig ca 1 uur.12,13
Na de implantatie wordt de neurostimulator geprogrammeerd en wordt de patiënten geleerd op welke wijze zij de neurostimulator kunnen bedienen.3